# Kanonneerboot

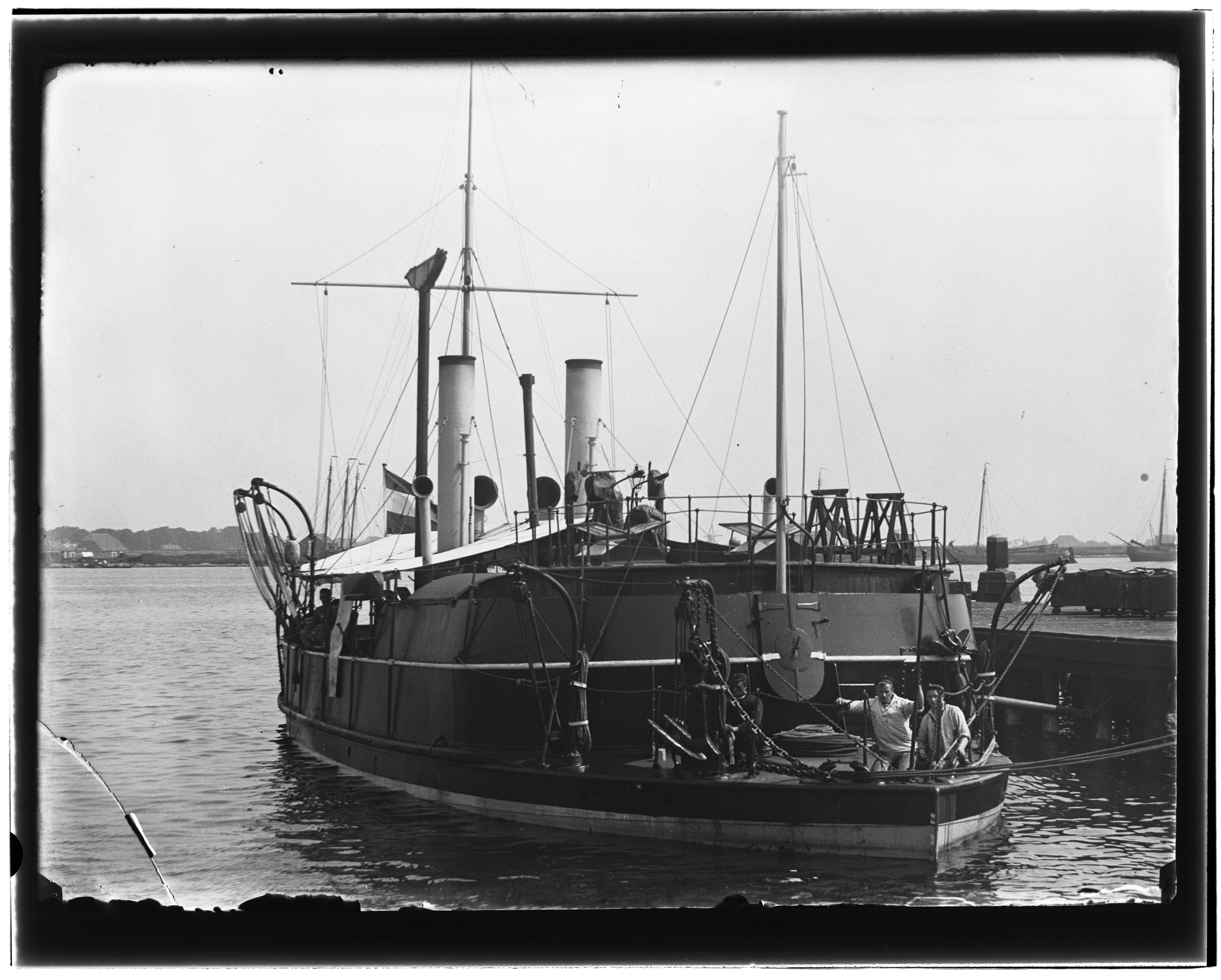
Kanonneerboot Hr.Ms. Ever (1884)

Een kanonneerboot is letterlijk een schip (of boot) dat een of meer stukken zwaar geschut bezit. De term is behoorlijk ruim op te vatten en de gebruikelijke betekenis is door de jaren heen veranderd.
In de tijd dat zeilschepen nog gebruikt werden was een kanonneerboot een klein schip met één kanon. Dit type had als voordeel een lage prijs en de mogelijkheid om in ondiepe wateren te manoeuvreren. Tijdens de Amerikaanse Burgeroorlog werd de term gebruikt voor bewapende raderstoomboten, die vaak een dozijn of meer aan geschut hadden staan. Aan het einde van de 19e eeuw en het begin van de 20e eeuw was kanonneerboot de gebruikelijke naam voor kleinere bewapende boten. Een belangrijk aspect van deze boten was de mogelijkheid om in rivieren te opereren, waardoor ze binnenlandse doelwitten konden raken. Voor de uitvinding van het vliegtuig was dit anders niet mogelijk. Tijdens de Tweede Wereldoorlog waren kanonneerboten nagenoeg gelijk aan torpedoboten, met als verschil dat kanonneerboten met machinegeweren en ander geschut werden bewapend, juist om deze torpedoboten uit te schakelen. Na de Tweede Wereldoorlog werden kanonneerboten nog gebruikt in de Vietnamoorlog.
In Nederlands-Indië heeft de Gouvernementsmarine veel gebruikgemaakt van kanonneerboten, met name op de rivieren in Borneo.
In de late 19e eeuw werd de inzet van kleine oorlogsbodems met relatief zwaar geschut ter intimidatie van andere landen wel "kanonneerbootpolitiek" genoemd. Het Verenigd Koninkrijk, Frankrijk en de Verenigde Staten maakten gebruik van deze tactiek.
In mei 1940 gaven Nederlandse kanonneerboten, waaronder Hr.Ms. Johan Maurits van Nassau, op het IJsselmeer nog vuursteun aan de strijd tegen de Duitse aanval. Dat gebeurde onder andere bij Fort Kornwerderzand. Het Nederlandse schip had een bewapening van drie kanonnen van 15 centimeter, een kaliber vergelijkbaar met dat van een kruiser.
Een voorbeeld van een kanonneerboot is te zien in de gelijknamige film: "De kanonneerboot van de Jang Tse" of "The Sand Pebbles", met in de hoofdrollen Steve McQueen, Candice Bergen en Richard Crenna.